# Johann Christoph Krüsike

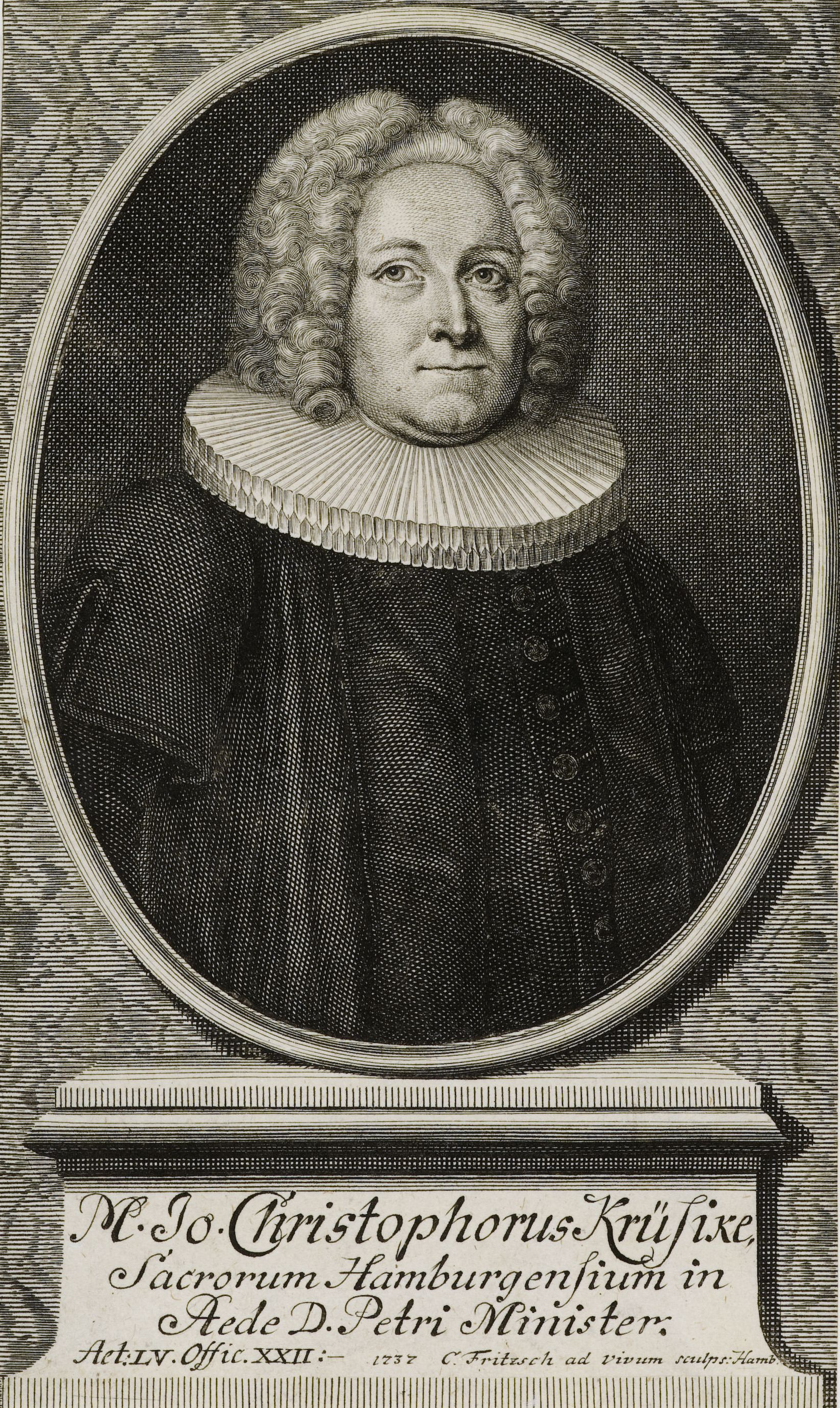
Kupferstich von Christian Fritzsch (1737)

Johann Christoph Krüsike (* 11. März 1682 in Hamburg; † 26. November 1745 ebenda) war ein deutscher evangelischer Theologe und Dichter.

## Leben
Der Sohn des Paul Georg Krüsike, hatte die Gelehrtenschule des Johanneums besucht und 1702 die Universität Kiel bezogen. 1704 wechselte er an die Universität Wittenberg, wo er sich am 29. April 1704 den akademischen Grad eines Magisters der Philosophie erwarb. Nachdem er 1706 seine theologischen und mathematischen Studien beendet hatte, versuchte er, unter anderem unterstützt von Gottfried Wilhelm Leibniz an eine Professur zu gelangen. Jedoch missglückte ihm dieses Anliegen, so dass er 1715 eine Stelle als Diakon an der St.-Petri-Kirche in Hamburg annahm. 1741 stieg er zum Archidiakon auf, welche Stellung er bis zu seinem Lebensende innehatte.
Krüsike war wie sein Vater, ein Mitglied der poetischen Gesellschaft des Zesen’schen Rosenordens, unter dem Namen „der Gottliebende“. Von ihm ist eine große Zahl von Elegien in deutscher und lateinischer Sprache überliefert. Von seinen Schriften sind von Interesse „Disput. Mathematia de muniendi tam vetere spec I et II.“ (Kiel 1702), „Sacrvm secvlare memoriae beneficii divini in repvrgata doctrina Lvtheri“ (1717) und Vindemiarum litterariarum, specimen I et II : „De Bibliothecis et de libris.“ (Hamburg 1727); spec. III : „de varia eruditione“. (1731).